# Anthobolus
Anthobolus, biljni rod iz porodice Opiliaceae. smješten u tribus  Anthoboleae.
Sastoji se od 4 vrste grmova, tri su australski endemi i jedna vrsta novogvinejska Opisan je u Prodromus Florae Novae Hollandiae 357. 1810.
Rod je opisan 1888.

## Vrste
1. Anthobolus erythrocaulis F.Muell.
2. Anthobolus filifolius R.Br.
3. Anthobolus foveolatus F.Muell.
4. Anthobolus leptomeroides F.Muell.